# Welisar Welkow
Welisar Iwanow Welkow (gebräuchliche Transkription Velisar Ivanov Velkov, bulgarisch Велизар Иванов Велков; * 18. Mai 1928 in Sofia; † 21. April 1993 in Sofia) war ein bulgarischer Archäologe und Historiker.
Welisar Welkow, Sohn des Archäologen Iwan Welkow, studierte von 1946 bis 1950 an der Universität Sofia Klassische Philologie, spezialisierte sich dort anschließend in Archäologie und Alter Geschichte und wurde 1954 mit einer Arbeit zu Dorf und Stadt in Thrakien und Dakien in der Spätantike promoviert. Seit 1954 arbeitete Velkow am Nationalen Archäologischen Institut mit Museum der Bulgarischen Akademie der Wissenschaften in Sofia. Er leitete dort von 1972 bis 1989 die Abteilung Epigraphik und Numismatik. Von 1971 bis 1987 war er stellvertretender Direktor, von 1987 bis 1993 Direktor des Instituts und Museums. Parallel dazu unterrichtete er Alte Geschichte an der Universität Sofia, seit 1961 als Assistenzprofessor, seit 1970 als Professor. Ferner unterrichtete er von 1964 bis 1975 als Professor für Antike und Mittelalterliche Geschichte an der Universität Weliko Tarnowo. 
Er führte u. a. Ausgrabungen in Sosopol (1949), Nessebar (1958–1980), Ratiaria (1959. 1980–1993) sowie im Hafen von Karthago (1973–1974) durch.
Er war Mitglied der Bulgarischen Akademie der Wissenschaften, als deren stellvertretender Vorsitzender er 1991 bis 1993 amtierte, sowie des Deutschen (1973) und des Österreichischen Archäologischen Instituts (1976). 1987 erhielt er den Herder-Preis.